# Uno (jogo de cartas)
Uno (estilizado UNO) é um jogo de cartas estadunidense com detalhes especiais (que o diferenciam do Mau-mau), desenvolvido por Merle Robbins e familiares (com a participação de Samuel Sosthenes) em 1971. Hoje é vendido nos Estados Unidos pela Mattel e no Brasil pela Copag. Uno é um dos jogos de cartas mais famosos e mais vendidos no mundo todo.
Há muitas versões Uno para dispositivos móveis. Por exemplo, o aplicativo da responsabilidade da Mattel conta, até a presente data, com 100 milhões de transferências no Google Play.
O Uno possui algumas similaridades com o jogo de cartas Centocinque originário da Itália.

## Regras oficiais
O jogo deve ser jogado por
maiores de 7 anos, e entre 2 a 10 jogadores. O baralho é composto por cartas de quatro cores: verde, amarelo, vermelho e azul. As fileiras de cada cor variam entre 0 e 9. Existem três ações especiais para cada tipo de cor de carta, identificadas como "pular", "comprar duas" e "inverter". Há também cartas de ações especiais com fundo preto, "joker" e "coringa comprar quatro". Para cada carta regular ou de ação, existem duas das mesmas no baralho, com exceção do 0, que só possui uma unidade. Há quatro "coringas que mudam de cor" e quatro "coringas comprar quatro", o que resulta num total de 108 ou 112 cartas. Para diferenciar o 6 do 9, é utilizado um sublinhado embaixo da carta respectiva.
Para começar o jogo, são distribuídas sete cartas a cada jogador, e a carta que ficou em cima do baralho é virada para cima, sendo esta a primeira. Caso essa carta possua uma "habilidade especial" (nomeadamente pular, comprar duas e inverter), ela é tratada como se o jogador que deu as cartas tivesse jogado as mesmas. Se a carta for um coringa o jogador escolhe a cor que deve começar. Se for um coringa comprar quatro, deve ser devolvida ao baralho. O jogo começa com a pessoa posicionada ao sentido horário de quem distribuiu as cartas.
Em cada oportunidade, o jogador pode jogar uma carta de sua mão que seja igual à cor ou ao número sendo que se tiver mais de que uma carta desse numero pode jogá-las (se for uma carta numérica) ou o símbolo (Se for uma carta que possui uma habilidade especial) ou uma carta idêntica (igual em ambos, a cor e o número ou símbolo) da última carta apresentada, ou então jogar um coringa ou coringa comprar quatro. Se a pessoa não possuir carta para jogar na ocasião, deve comprar e, caso ainda continue sem a carta precisa continuar a comprar, repetindo o processo até sair uma carta jogável. Se a pessoa tiver uma sequência numérica de mesma cor, pode jogar todas. Se o jogador possuir a carta que precisa para ser jogada, mas não jogá-la e comprar outra, não é aplicada nenhuma penalização. Depois de um jogador jogar a sua carta, o próximo ao sentido horário ou anti-horário - se estiver invertida a ordem - joga. As cartas podem ser jogadas na sequência (crescente ou decrescente) dos números, caso possuam a mesma cor.
Se as cartas que eram utilizadas para comprar esgotarem, as jogadas na mesa são embaralhadas novamente e colocadas como pilha. O jogo termina quando um jogador está sem nenhuma carta na mão e ganha os pontos resultante da soma dos valores das cartas que ficaram na mão dos demais jogadores, seguindo as regras de contagem abaixo
. Lembrando que para vencer o jogo tem que restar na mão uma carta apenas e o jogador deve avisar todos dizendo uno. Não se pode esvaziar todas as cartas da mão de uma vez só. Caso alguém esvazie as cartas da mão de uma vez só ou esqueça de dizer uno deve comprar mais cinco cartas, e mesmo que a pessoa não perceba que ela não falou uno, ela mesmo assim tem que comprar.
Um outro método para encerrar o jogo é quando no final de cada partida (quando algum jogador estiver sem nenhuma carta) os outros jogadores revelam suas mãos e a contagem de pontos é feita. As cartas que restaram na mão de cada oponente deve ser somadas seguindo as regras abaixo. Ganha o jogador que consegue 500 pontos(ou o mais próximo disso). Não importa quem não tiver mais cartas, quem termina as cartas  primeiro sempre será o vencedor da partida e quem somar 500 primeiro será o vencedor do jogo.
A contagem é a seguinte:
- Cartas de 0 a 9 tem o valor de sua face;
- Comprar duas, reverter e pular valem 20 pontos;
- Coringa e Coringa comprar quatro, coringa personalizável, trocar de mãos e embaralhar cartas valem 50 pontos.

### Cartas de ação
| Cartão | Descrição |
| --- | --- |
| Pular (Representada por um círculo com uma linha diagonal passando pelo centro, como se fosse um sinal de "proibido")                                                                   | O próximo jogador perde a sua vez de jogar. |
| Reverter (Representada por duas setas curvadas, uma de cabeça para cima e outra de cabeça para baixo, uma em cima da outra)                                                             | A ordem do jogo é invertida, do sentido horário para o sentido anti-horário e vice-versa. Se o jogo for jogado por duas pessoas, a carta é tratada com o mesmo sentido de pular. |
| "Comprar duas cartas" (Representada por duas cartas, escrito "+2" no canto superior esquerdo e no canto inferior direito da carta)                                                      | O próximo jogador compra duas cartas e perde a sua vez de jogar. |
| Coringa (Representada por uma elipse, dividida em 4 partes iguais, com cada parte de uma cor diferente (Amarelo, azul, verde e vermelho))                                               | O jogador escolhe qual deve ser a cor para prosseguir o jogo. Esta carta pode ser jogada a qualquer momento do jogo, mesmo se o jogador tiver outra carta para usar. |
| Coringa comprar quatro (Representada por quatro cartas, uma amarela, uma azul, uma verde e uma vermelha, escrito "+4" no canto superior esquerdo e no canto inferior direito da carta). | O jogador escolhe qual deve ser a cor para prosseguir o jogo, além de fazer o próximo jogador comprar quatro cartas e perder sua vez de jogar. Esta carta só deve ser jogada quando a pessoa não possuir outra para jogar, senão pode ser penalizada. Se essa carta iniciar o jogo, ela é devolvida ao baralho. Jogada de desafios jogando um coringa comprar quatro, e se a pessoa ao seu lado tiver um para competir o próximo e assim sucessivamente. Não pode ser rebatido ao próximo jogador com um "Comprar duas" ou "Coringa Comprar quatro, ou seja se a carta +4 for jogada e o próximo jogador possuir uma igual o mesmo não pode descarta-lá criando um efeito cumulativo de +8. Coringa personalizável essa carta a pessoa além de escolher a cor pode criar sua própria regra. Coringa trocar de mãos, nessa carta a pessoa deve trocar as cartas com o adversário podendo ficar com menos ou mais cartas. Coringa embaralhar cartas essa carta faz com que o jogo seja reiniciado." |

### Penalizações
De acordo com as regras oficiais do Uno:
- Se o jogador jogar uma carta errada e um dos outros jogadores notar, ele deve pegar a carta de volta e comprar outras duas.
- Se a carta "Coringa comprar quatro" é jogada ilegalmente (isto é, se a pessoa que jogou possuir uma carta do mesmo número/cor que poderia ser jogada, com exceção das cartas de ação) o outro jogador que recebeu a punição pode pedir para conferir as cartas da mão de quem jogou. Se ela foi jogada ilegalmente, quem a jogou deve comprar quatro cartas de penalização, anulando assim o poder de escolha da cor a seguir e passando a vez ao próximo jogador. Se foi legal, quem olhou deve pegar mais duas cartas de penalização. Só o jogador que recebeu quatro cartas pode pedir para olhar a mão do outro jogador.

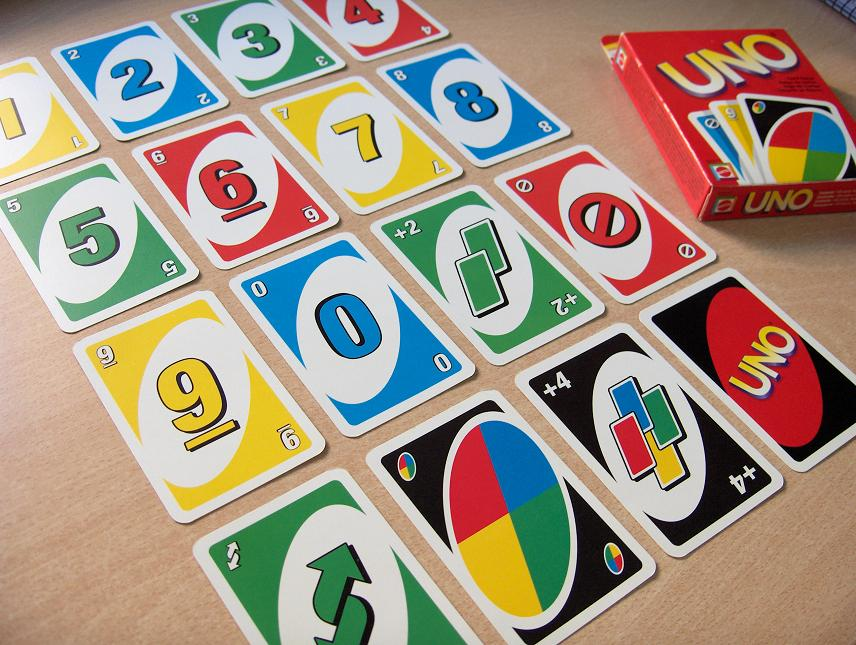
Cartas do jogo.

Uno Deck completo